# Dragon Ball Z Kinect
Dragon Ball Z Kinect è un videogioco di Dragon Ball Z prodotto dalla Spike e pubblicato per Xbox 360 dotati di periferica Kinect da Namco Bandai: il 2 ottobre in Europa, mentre il 31 ottobre negli Stati Uniti.

## Panoramica
Dragon Ball Z Kinect è un Videogioco di combattimento in prima persona, con un motore grafico uguale a quello visto in Dragon Ball Z: Ultimate Tenkaichi. Il gioco dispone di un roster di oltre 50 personaggi (tra cui l'inedita versione Super Saiyan di Bardak, tratto dallo special inedito in Italia Dragon Ball - Episodio di Bardack) ed oltre 100 mosse effettuabili. Inoltre vi sarà la presenza di oltre 20 speciali Card con codici QR da poter scannerizzare tramite il dispositivo Kinect che sbloccheranno diversi contenuti (personaggi e power-up). Queste speciali Card saranno disponibili su prenotazione o in promozione oppure acquistandole. Assieme al Videogioco, venne incluso anche l'episodio speciale denominato Dragon Ball - Episodio di Bardack, tuttora inedito in Italia.

## Modalità di gioco
Le uniche modalità disponibili in questo titolo sono la "Modalità Storia", con cui si ripercorreranno le tappe salienti di Dragon Ball Z. Inoltre, come nel precedente titolo Dragon Ball Z: Ultimate Tenkaichi, saranno presenti delle battaglie speciali definite "Battaglie Boss" in cui si dovranno affrontare dei nemici di proporzioni gigantesche (ad esempio Vegeta in versione Grande Scimmia). 
L'altra modalità presente è lo "Score Attack", nella quale si affronteranno diverse battaglie contro i personaggi presenti nel gioco e bisognerà realizzare il maggior numero di punti possibile.  in questa nuova versione di Dragon Ball (a differenza della precedente intitolata Ultimate Tenkaichi) non e possibile creare un proprio giocatore e farlo interagire con un mondo parallelo anche se molti, in Italia e nel resto del Mondo, approvavano tale modalità di gioco.

## Personaggi disponibili
Il cast si avvale di tutti i personaggi già presenti all'interno del roster del precedente Dragon Ball Z: Ultimate Tenkaichi (fatta eccezione per i personaggi di Dragon Ball GT e dei film eccetto Super Gogeta), con la sola aggiunta di Bardak in versione Super Saiyan. Nonostante compaiano nel film incluso nel gioco, ne Chilled ne i suoi sottoposti Toby e Kyabira compaiono nel roster dei personaggi giocabili.
- Goku [ - ; Super Saiyan; Super Saiyan 2; Super Saiyan 3 ]
- Gohan bambino
- Gohan ragazzo [ Super Saiyan ;  Super Saiyan 2 ]
- Gohan Supremo
- Piccolo
- Vegeta [ - ;  Super Saiyan ; Super Vegeta ]
- Crilin
- Yamcha
- Tenshinhan
- Trunks [ - ;  Super Saiyan ]
- Gotenks [ Super Saiyan ;  Super Saiyan 3 ]
- Super Gogeta
- Super Vegeth
- Bardak [ Super Saiyan ]
- Radish
- Saibaiman
- Nappa
- Vegeta (Scouter)
- Zarbon [ - ;  Dopo la trasformazione ]
- Dodoria
- Cui
- Capitano Ginew [ - ;  Capitano Ginew (Goku) ]
- Rekoom
- Burter
- Jeeth
- Freezer [ 1ª trasformazione; 2ª trasformazione; 3ª trasformazione; Corpo perfetto; Massima potenza ]
- Androide N° 16
- Androide N° 17
- Androide N° 18
- Androide N° 19
- Dr. Gelo
- Cell [ 1ª trasformazione; 2ª trasformazione; Forma perfetta; Perfetto ]
- Cell Jr.
- Vegeta [ Majin ]
- Majin Bu
- Super Bu [ - ; Dopo assorbimento con Gohan ]
- Kid Bu

## Livelli
- Pianura
- Area Rocciosa
- Città (rovine)
- Pianeta Namecc
- Pianeta Namecc in rovina
- Mondo Kaiohshin
- Gioco di Cell
- Ghiacciaio
- Arena del Torneo Mondiale
- Arcipelago
- Grotta
- Altopiano
- Santuario di Dio

## Doppiaggio
| Personaggio                     | Doppiatore giapponese       | Doppiatore americano            |
| ------------------------------- | --------------------------- | ------------------------------- |
| Goku                            | Masako Nozawa               | Sean Schemmel                   |
| Gohan (bambino)                 | Masako Nozawa               | Colleen Clinkenbeard            |
| Gohan (ragazzo)                 | Masako Nozawa               | Colleen Clinkenbeard            |
| Gohan (adolescente)             | Masako Nozawa               | Kyle Hebert                     |
| Goten                           | Masako Nozawa               | Kara Edwards                    |
| Bardak                          | Masako Nozawa               | Sonny Strait                    |
| Piccolo                         | Toshio Furukawa             | Christopher Sabat               |
| Crilin                          | Mayumi Tanaka               | Sonny Strait                    |
| Yajirobei                       | Mayumi Tanaka               | Mike McFarland                  |
| Vegeta                          | Ryo Horikawa                | Christopher Sabat               |
| Grande Scimmia (Vegeta)         | Ryo Horikawa                | Christopher Sabat               |
| Trunks                          | Takeshi Kusao               | Eric Vale                       |
| Trunks (bambino)                | Takeshi Kusao               | Laura Bailey                    |
| Yamcha                          | Toru Furuya                 | Christopher Sabat               |
| Tenshinhan                      | Hirotaka Suzuoki            | John Burgmeier                  |
| Androide Nº 16                  | Hirotaka Suzuoki            | Jeremy Inman                    |
| Mr. Satan                       | Unsyo Ishizuka              | Chris Rager                     |
| Videl                           | Yuko Minaguchi              | Kara Edwards                    |
| Shenron                         | Kenju Utumuri               | Christopher Sabat               |
| Presentatore Torneo Mondiale    | Kenju Utumuri               | Eric Vale                       |
| Radish                          | Shigeru Chiba               | Justin Cook                     |
| Nonno Gohan                     | Shigeru Chiba               | Christopher Sabat               |
| Re Kaioh                        | Jyogi Yanami                | Sean Schemmel                   |
| Narratore                       | Jyogi Yanami                | Doc Morgan                      |
| Commentatore                    | Yukimasa Kishino            | John Swasey                     |
| Saibaiman                       | Yusuke Numata               | John Burgemeier                 |
| Nappa                           | Tetsu Inada                 | Phil Parsons                    |
| Dende                           | Aya Irano                   | Maxey Whitehead                 |
| Cui                             | Eiji Takemoto               | Bill Townsley                   |
| Dodoria                         | Takashi Nagasako            | John Swasey                     |
| Zarbon                          | Hiroaki Miura               | J. Michael Tatum                |
| Zarbon (Dopo la trasformazione) | Hiroaki Miura               | J. Michael Tatum                |
| Rekoom                          | Seiji Sasaki                | Christopher Sabat               |
| Burter                          | Masaya Onosaka              | Vic Mignogna                    |
| Jeeth                           | Daisuke Kishio              | Jason Leibrecht                 |
| Capitano Ginew                  | Katuyuki Konishi            | R Bruce Elliot                  |
| Freezer                         | Ryusei Nakao                | Chris Ayres                     |
| Androide Nº 17                  | Shigeru Nakahara            | Chuck Huber                     |
| Androide Nº 18                  | Miki Itou                   | Colleen Clinkenbeard            |
| Androide Nº 19                  | Yukitoshi Hori              | Todd Haberkorn                  |
| Dr. Gelo                        | Kōji Yada                   | Kent Williams                   |
| Cell                            | Norio Wakamoto              | Travis Willingham               |
| Cell Jr.                        | Takahiro Fujimoto           | Justin Cook                     |
| Polunga                         | Ryūzaburō Ōtomo             | Christopher Sabat               |
| Kaiohshin                       | Yūji Mitsuya                | Kent Williams                   |
| Vecchio Kaioh                   | Ryochi Tanaka               | Kent Williams                   |
| Majin Bu                        | Kouzou Shioya               | Josh Martin                     |
| Super Bu                        | Kouzou Shioya               | Justin Cook                     |
| Kid Bu                          | Kouzou Shioya               | Josh Martin                     |
| Kibith                          | Shin Aomori                 | Chuck Huber                     |
| Gotenks                         | Masako Nozawa Takeshi Kusao | Laura Bailey Kara Edwards       |
| Vegeth                          | Masako Nozawa Ryo Horikawa  | Christopher Sabat Sean Schemmel |
| Super Gogeta                    | Masako Nozawa Ryo Horikawa  | Christopher Sabat Sean Schemmel |